# Wertkonservatismus
Der Wertkonservatismus ist ein politisches Schlagwort für einen Konservatismus, welcher die in einer Gesellschaft tatsächlich oder vermeintlich vorherrschenden Wertvorstellungen bewahren oder wieder herstellen will. Er unterscheidet sich vom Werterelativismus, gilt aber in erster Linie als Gegenbegriff zum sogenannten Strukturkonservatismus sowie zum gesellschaftspolitischen Konservatismus.
Der Begriff des Wertkonservatismus wurde 1975 vom SPD-Politiker Erhard Eppler in seinem Buch Ende oder Wende eingeführt. Als wertkonservativ bezeichnete Eppler eine Politik, die sich für die Bewahrung der Natur, einer humanen und solidarischen menschlichen Gemeinschaft sowie der Würde des Einzelnen einsetzt. Damit bezog er sich vor allem auf die in den 1970er Jahren erstarkende Umwelt- und Friedensbewegung. Diese wolle Herrschaftsstrukturen verändern, um bestimmte Werte zu erhalten.
Dagegen sah Eppler im traditionellen „konservativen Lager“ einen Strukturkonservatismus verankert, dem es um die Erhaltung der vorhandenen Machtstrukturen gehe. Der Begriff des Strukturkonservativismus wurde dabei negativ besetzt; die zu kritisierende Organisation oder Person wird als modernisierungsfeindlicher Bewahrer überkommener Strukturen dargestellt. Laut Eppler geht es dem Strukturkonservatismus um „die Konservierung von Privilegien, von Machtpositionen, von Herrschaft“. Den Vorwurf des Strukturkonservatismus weisen Konservative gewöhnlich von sich.
Bereits in den 1970er Jahren wurde dieser Gegensatz von sozialdemokratischen Politikern aufgegriffen, unter anderem von Helmut Schmidt, doch konnten auch die Grünen durch ihr Eintreten für ökologische Themen in Anspruch nehmen, wertkonservativ zu argumentieren. Der baden-württembergische Ministerpräsident Winfried Kretschmann (Bündnis 90/Die Grünen) formulierte 2018 in seinem Buch Worauf wir uns verlassen wollen. Für eine neue Idee des Konservativen in Bezugnahme auf Erhard Eppler zwei wesentliche Ziele des Wertkonservatismus: Er soll zum einen die natürlichen Lebensgrundlagen bewahren und daher vor allem den Klimawandel bekämpfen und zum zweiten die offene Gesellschaft bewahren – von der Erinnerungskultur über Minderheitenrechte und Humanität bis hin zur Europa-Bindung. Der Wertkonservatismus steht daher in Opposition zum gesellschaftspolitischen Konservatismus und zu einer antiliberalen sogenannten konservativen Revolution.